# Euchlaena adoptivaria
Euchlaena adoptivaria là một loài bướm đêm trong họ Geometridae.